# Croati bianchi
I croati bianchi (in croato Bijeli Hrvati; in polacco Biali Chorwaci; in ceco Bílí Chorvati; in ucraino Білі хорвати?, Bili chorvaty), o semplicemente conosciuti come croati, erano un gruppo di un popolo protoslavo che viveva tra gli altri slavi occidentali e orientali, nell'area dell'odierna Piccola Polonia, Galizia (a nord dei Carpazi), Ucraina occidentale, Moravia e Paese Ceco settentrionale.  Sono stati documentati principalmente da autori medievali e sono riusciti a preservare il loro nome etnico fino all'inizio del XX secolo, principalmente nella Piccola Polonia. Si ritiene che siano stati assimilati all'etnia ceca, polacca e ucraina e siano uno dei predecessori del popolo russino o ruteno. Nel VII secolo, alcuni croati bianchi emigrarono dalla loro patria, la Croazia bianca, al territorio dell'odierna Croazia nell'Europa sud-orientale lungo il Mar Adriatico, formando gli antenati del gruppo etnico slavo meridionale dei croati.